# Carole Baillargeon
Carole Baillargeon, née en 1959 à Québec est une sculptrice et artiste multidisciplinaire.

## Biographie
Carole Baillargeon vit et travaille au Québec. Elle poursuit son travail de création depuis plus de 30 ans ce qui l'a amenée à réaliser des projets au Canada et en Europe. Sa pratique artistique est, ce qu'on pourrait qualifier d'hybride et multidisciplinaire, comme elle touche les arts visuels, la scénographie et les techniques artisanales. 
Elle a reçu plusieurs prix hommage en métiers d'art et celui du rayonnement international lors des Prix d'excellence des arts et de la culture pour les régions de Québec et Chaudières-Appalaches, ainsi que le premier prix de la ville de Québec lors de la Biennale Découverte en 1993.
Elle détient un baccalauréat en scénographie et une maîtrise en arts visuels (spécialité en arts textiles) de l'Université Concordia.
« Tout au long de sa carrière, l’artiste voit différents défis et besoins jalonner son parcours. Ces événements lui permettent de poser des bases d’une nouvelle recherche, d’approfondir un sujet, d’oser une nouvelle technique et ainsi de s’ouvrir sur d’autres possibilités. Peu importe le contexte de création, symposium, résidence artistique ou concours d’art public, l’œuvre a son histoire et ses raisons d’exister.» Nathalie Racicot.

## Expositions
- 2016 : Paysages-vêtements, Musée d'art contemporain de Baie-Saint-Paul[5]
- 2015 : Victimes de coupures, Biennale internationale du lin de Portneuf[6]
- 2002-... Exposition en circulation: La robe écrite, Galerie SAS, Musée Marsil, Centre national d'exposition de Jonquière, Maison de la culture Pointe-aux-Trembles, Galerie Trompe-L’Œil[7]
- 1992 : Cessez le feu, Galerie du Cégep Édouard-Montpetit[8]

## Prix et honneurs

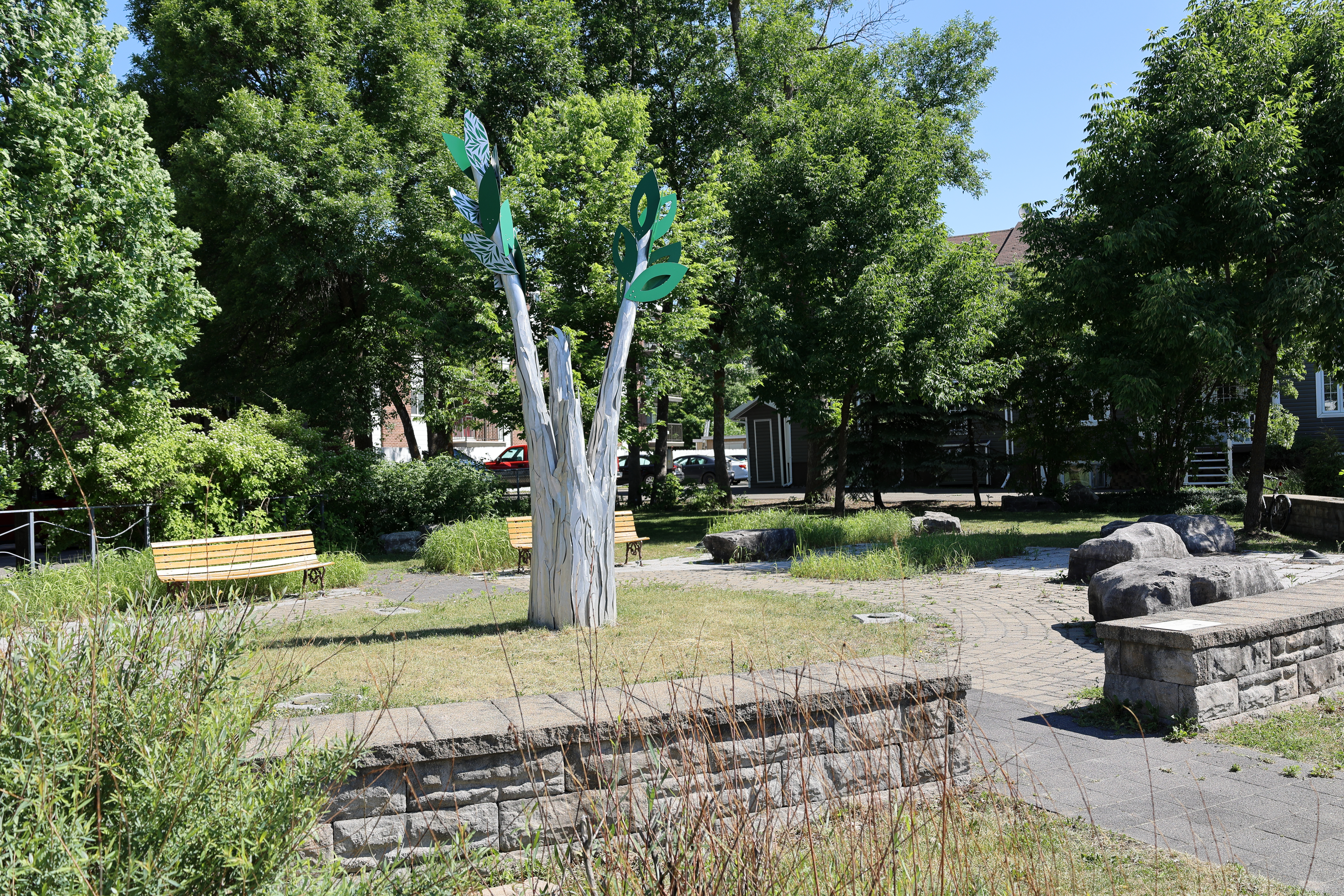
Salix au parc Masson-Père-Lelièvre à Québec.

- Salix au parc Masson-Père-Lelièvre à Québec.2016 : Prix d'excellence des Arts et de la Culture dans la catégorie Prix Distinction en métiers d'art
- 2000 : Prix d'excellence des Arts et de la Culture dans la catégorie Prix du rayonnement international

## Musées et collections publiques
- Banque d'œuvres d'art du Conseil des arts du Canada[9]
- Musée des maîtres et artisans du Québec
- Musée national des beaux-arts du Québec[10]

## Œuvres réalisées dans le cadre de la Politique d'intégration des arts à l'architecture
- 1994 : sculpture, Centre de production artistique et culturelle Alyne-LeBel
- 1995 : sculpture, Bibliothèque municipale de Shannon
- 1996 : sculpture, École secondaire Vanier
- 1998 : installation, Centre de formation professionnelle de Neufchâtel
- 1999 : installation, Théâtre Périscope